# Oscar Bidegain
Oscar Raúl Bidegain (Azul, 3 de septiembre de 1905 - 15 de diciembre de 1994) fue un dirigente político de la izquierda peronista, elegido diputado nacional en dos ocasiones y Gobernador de la Provincia de Buenos Aires en 1973.
Fue también un reconocido tirador profesional, ganador de cinco medallas de oro y plata entre campeonatos mundiales y panamericanos de Tiro con Pistola 50 m, campeón argentino de la misma categoría, y un médico cirujano de renombre.

## Juventud
Oscar Raúl Bidegain nació el 3 de septiembre de 1905 en Azul, localidad del centro de la Provincia de Buenos Aires. 
A los 22 años se recibió de médico cirujano. De su actividad profesional se recuerda que nunca enviaba facturas por honorarios a sus pacientes: los que podían pagarle lo hacían voluntariamente.
Fue campeón nacional y mundial de tiro con pistola. 
En su juventud, durante la llamada “Década Infame” (gobiernos de José Félix Uriburu (de facto), Agustín Pedro Justo, Roberto M. Ortiz y Ramón Castillo) fue un ferviente opositor a la entrega económica de la Argentina, lo que lo llevó a militar en diversas organizaciones nacionalistas como, por ejemplo, la Alianza Libertadora Nacionalista. En 1943, al igual que otros de esa tendencia, apoyó la Revolución del 4 de Junio, que instituyó al dictador Pedro Pablo Ramírez como Presidente (de facto), en reemplazo del presidente constitucional Castillo.

## En los orígenes del peronismo
En 1945 se afilió al Partido Laborista, que llevaba como candidato al coronel  Juan Domingo Perón, fundando un año después el Partido Peronista de Azul, su ciudad de origen. 
Pasada ya la cuarentena, se casó con María Antonia "Toni" Moro, hija de exiliados españoles del bando republicano y que fuera su sostén y compañera inclaudicable durante toda su vida. Pocos años después nacieron Gloria Bidegain y Cristina, sus hijas, quienes años después, siendo también militantes del peronismo revolucionario, debieron exiliarse junto con Bidegain durante la cruenta dictadura iniciada en 1976.
Entre 1948 y 1955 fue elegido diputado nacional por la Provincia de Buenos Aires, cargo que ostentó conjuntamente con sus labores de organizador del Partido Peronista en Chaco, Formosa y Misiones, por entonces Territorios Nacionales. En 1952 fue reelecto como diputado nacional, siendo en 1955 designado presidente del bloque de diputados del peronismo.
Durante el bombardeo de la Plaza de Mayo del 16 de junio de 1955 se presentó en la zona bombardeada con su arma deportiva para defender el orden constitucional, pero el general Perón le negó el permiso para intervenir, permitiendo únicamente que los militares actuasen en defensa de su gobierno.

## La proscripción
Posteriormente al golpe militar del 16 de septiembre de 1955 se instaura la dictadura autotitulada Revolución Libertadora. Bidegain fue encarcelado por la dictadura, y permaneció como preso político en las prisiones de Las Heras y Caseros entre el 24 de octubre de 1955 y el 26 de noviembre de 1957, acusado de cargos improcedentes, como  haber promulgado una ley nacional correspondiente al Segundo Plan Quinquenal. Nunca se lo pudo acusar en ningún sentido de falta de honradez en el ejercicio de sus cargos públicos, pese a lo cual todos sus bienes fueron interdictos por la dictadura de Pedro Eugenio Aramburu, y solo siete años después le fueron devueltos, previo reconocimiento oficial de su legitimidad. Cuando salió, en la época de Frondizi, contó a su hija de simulacros de fusilamiento que les hacían.
Desde que salió de la cárcel integró el llamado comando táctico peronista en la época de la Resistencia, lucha que defensivamente el peronismo libró durante su absoluta proscripción, cuando se le prohibía no sólo la presencia en futuras elecciones de candidatos, como incluso nombrar al mismo Perón, la palabra peronismo, y otros términos asociados con el gobierno derrocado.
Un año después sufrió un atentado con explosivos, hecho que se repitió en su propia vivienda en 1960.
Durante los 18 años en que el peronismo estuvo prohibido, Bidegain integró las estructuras más o menos clandestinas que Juan Domingo Perón comandaba con sigilo desde su exilio en Puerta de Hierro, Madrid. Fue designado congresal justicialista, organizador del partido en varias zonas del país, y mantuvo correspondencia directa con líder del movimiento. 
En la década de 1970 comenzó a acercarse a los sectores juveniles del llamado Peronismo Revolucionario, “la Tendencia” o peronismo de izquierda.

## Gobernador de Buenos Aires
El 11 de marzo de 1973 fue elegido Gobernador de la Provincia de Buenos Aires, en las mismas elecciones que consagraron a Héctor Cámpora Presidente de la Nación. En su breve gobierno priorizó la salud y la educación públicas, y organizó junto con el Jefe del Estado Mayor de las Fuerzas Armadas, Raúl Carcagno, el "Operativo de Reconstrucción Provincial "Manuel Dorrego" dirigido a amplios sectores afectados por las graves inundaciones que habían afectado el centro-oeste de la Provincia. Se tendían así premeditadamente desde su Gobierno puentes para la paz social, puesto que en dicho Operativo trabajaban codo a codo en conjunto tanto militares como funcionarios provinciales y militantes de la Juventud Peronista Revolucionaria. En solo tres semanas repararon 7 centros de salud, 34 escuelas, 12 caminos, 3 puentes, 300 cuadras de zonas urbanas, un hogar de ancianos, entre otros. 
En materia vial, expresaba que desde el comienzo de la administración se habían terminado 1.242 km de nuevos caminos, de los cuales 583 se ejecutaron en 1973; además en esa fecha estaban licitadas 52 obras por una extensión de 958 km
Otro programa del gobierno era el de mejoramiento de 1000 km caminos de tierra en el cual se llevaban invertidos 280 millones en 1973. El Instituto de Seguridad Social actualizó el seguro de vida colectivo para el personal de la Administración Pública y creó el seguro por accidente de trabajo para el empleado estatal bonaerense.
También se puso en ejecución el Plan de Lucha Antirrábica y firma un  convenio con la Universidad Nacional de La Plata, por el que se creó la Comisión Provincial de lucha contra la fiebre hemorrágica argentina. La vacunación antipoliomielítica, quedó a cargo y bajo el control de las municipalidades y se volvió obligatoria.
El 14 de noviembre de 1973 derogó la ley que declaraba reo de lesa patria al brigadier general Juan Manuel de Rosas. 
Trazo los objetivos de una política rural, que tendía a la modernización y diversificación de la producción, a través del Instituto Agrario llevó adelante intensificación de los cultivos de ensayos de cereales, oleaginosos y especies forrajeras, del impulso de la avicultura y de los trabajos de inseminación artificial dedicados a incorporar razas europeas a los rodeos, del crecimiento del cultivo de plantas forestales para la protección de suelos erosionables especialmente en el oeste provincial y la pampa seca. 
El 26 de enero del año siguiente se vio obligado a renunciar a la gobernación, debido al acoso de sectores de la derecha del propio peronismo —que desconfiaba de la presencia de la juventud de izquierda en su gobierno— 
En el plano del transporte de pasajeros en la zona del conurbano bonaerense, el crecimiento de la zona, llevó a la ampliación o habilitación de nuevos servicios de pasajeros en ffcc interurbanos. El transporte, estuvo unido en la gestión en la construcción de importantes rutas provinciales al interior y rehabilitación de ramales ferroviarios. 
Ante el ataque perpetrado por el ERP contra objetivos militares sitos en Azul, el presidente Perón emitió dos mensajes afirmando que

No fue por casualidad que estas acciones se produzcan en determinadas jurisdicciones. Fue indudable que ellas obedecen a una impunidad en la que la desaprensión e incapacidad lo hacen posible, o sería aún peor si mediara, como se sospecha, una tolerancia culposa.

## Persecución y exilio
El 20 de noviembre de 1975, el matutino La Nación anunciaba en su primera página: 

Ordenose la captura de Oscar Bidegain.

El Ejército allanó un campo de su propiedad y dijo haber encontrado 6500 proyectiles de guerra: eran balas calibre 22, adquiridas por la Federación Argentina de Tiro para distribuirlas entre los integrantes del equipo argentino cuando actuara en competencias internacionales; munición que debido a su antigüedad de más de 20 años se encontraba en un estado de deterioro muy grande y no apta para su uso. Ilustrativo al respecto fue el documento N° R212141Z, que el embajador de Estados Unidos en Argentina, Robert Hill, envió a su gobierno, aclarando sobre el pedido de captura que pesaba sobre Bidegain: afirmaba que las balas tenían “unos 23 años” y que “tanto las Fuerzas Armadas como los peronistas ortodoxos buscan una buena causa para proscribir al Partido Auténtico, sea que se encuentren pruebas o no de que participe en actividades terroristas.”
Bidegain fundó el Partido Peronista Auténtico con 80 000 afiliaciones y fue elegido por sus pares Presidente, en el Congreso Nacional partidario realizado en Córdoba en diciembre, bajo la advocación de Perón y Evita. El local para el Congreso que iba a ser utilizado en las deliberaciones fue arrasado con explosivos un día antes, por paramilitares del Comando Libertadores de América (versión cordobesa de la Triple A), por lo que debió elegirse de urgencia, un segundo ámbito.
Poco después cambió su nombre a Partido Auténtico, debido a que el Partido Justicialista reclamó judicialmente por el uso del término "peronista" y logró una decisión judicial ordenando la exclusión de esa palabra del nombre del partido.
El 13 de abril de 1975, el Partido Auténtico, se presentó a elecciones en la provincia de Misiones, formando una alianza electoral con el partido Tercera Posición, obteniendo un 5% de los votos. El 24 de diciembre de 1975, el partido fue declarado ilegal por el gobierno de Isabel Perón.
Bidegain fue expulsado del Partido Justicialista, a pesar de haber cancelado su afiliación públicamente con anterioridad y haber fijado a través de solicitadas periodísticas, su clara posición a favor de un peronismo nacional, popular y revolucionario que cumpliera con el mandato popular. 

Bidegain no está solo. Tiene detrás a miles y miles de verdaderos peronistas. A los que les roban el salario y el esfuerzo. Todos los que son perseguidos por decir la verdad. Los que luchan por la Liberación Nacional y Social de la Patria. Los que no se rinden ante la intimidación y el miedo. Los que no se entregan a los monopolios. Lo siguen los viejos peronistas defraudados por este gobierno que ha suplantado el programa votado el 11 de marzo y el 23 de setiembre y que ha desvirtuado las banderas peronistas. Lo siguen los jóvenes que construirán la Patria Liberada. La mentira tiene patas cortas. Por eso no podrán proscribir al Partido Auténtico, que preside este auténtico peronista y viejo soldado del Movimiento. Pero en esta hora crucial Bidegain fue, además, un símbolo”
Solicitada del Partido Auténtico. La Opinión. 26-11-75.

La dictadura militar instalada el 24 de marzo de 1976, llamada “Proceso de Reorganización Nacional”, lo incluyó en el “Acta Institucional” que —como en 1955— puso en interdicción todos sus bienes hasta 1980, cuando le fueron devueltos una vez más “sin menoscabo de su buen nombre y honor”. También le suspendieron el pago de sus haberes jubilatorios obtenidos después de 30 años de servicios ininterrumpidos.
Al año siguiente, acorralado por los militares, acosado por la Justicia y perseguido por los grupos de tareas de la dictadura para asesinarlo —prueba de ello fue un listado de próximas víctimas de la Alianza Anticomunista Argentina, la Triple A, donde se lo nombraba— se vio obligado a viajar al exterior para preservar su vida. En el exilio denunció la feroz represión que llevaba a cabo la Junta Militar y desarrolló numerosas actividades ligadas a la defensa de los derechos humanos en Argentina. 
En 1979, en su carácter de exdiputado argentino, fue invitado a participar de una Conferencia Interparlamentaria Europea y Latinoamericana realizada en Roma.
Con el comienzo de la década de 1980, en representación de la rama política del Movimiento Peronista Montonero /(MPM) actuó como miembro informante ante el Tribunal Permanente de los Pueblos “Lelio Basso”, sobre la violación fundamental que sufría el pueblo argentino a través de secuestros, torturas, desapariciones de personas y asesinatos cometidos por la dictadura, en Ginebra, Suiza. Su participación y denuncia fundamentada, ayudó a que toda esa barbarie fuese definida como “crímenes contra la humanidad”.
Con la Guerra de las Malvinas de 1982, acompañado por el Dr. Ricardo Obregón Cano —exgobernador de Córdoba, también favorable a la Tendencia Revolucionaria— y contando con el apoyo de personalidades latinoamericanas de once países, intentó regresar a la Argentina para defender las Islas Malvinas atacadas por el invasor inglés. A los 76 años de edad, Bidegain se ofrecía 

como combatiente, como médico o como instructor de tiro.

La dictadura militar le impidió pisar suelo patrio e ignoró su pedido. El embajador argentino en Lima, contralmirante Luis Sánchez Moreno le comunicó la negativa en una entrevista de apenas dos minutos en la que ni siquiera los invitó a sentarse.
En septiembre de 1994 fue declarado Ciudadano Ilustre de la provincia de Buenos Aires y reconocido como Deportista Ilustre y Ejemplo para la Juventud. El 15 de diciembre de ese año falleció a los 89 años. en su honor un barrio de san Juan fue bautizado Barrio Oscar Bidegain.

## Regreso y fallecimiento
Una vez asumido un gobierno constitucional regresó a su país en compañía de Obregón Cano, siendo este último detenido a requerimiento del juez Siro de Martini. Bidegain salió del país y antes de irse, en una conferencia de prensa, anunció la disolución del MPM, con motivo de hallarse cumplimentadas sus finalidades fundacionales.
Dio a conocer una carta abierta desde Madrid, el 11 de noviembre de 1986:

Hoy, noviembre de 1986, estoy todavía en el exilio. Son 10 años de oposición y denuncia de la violación de los derechos humanos cometidos en Argentina. El ejercicio de esa actividad política en el exterior ha ido esclareciendo la realidad de la tiranía oligárquico-militar y sus atrocidades (...) Desde aquí abrigo la esperanza, que el peronismo se consolide unificado para retomar el camino de la victoria electoral y que la juventud idealista motorice la actividad política conducente a la liberación nacional y social, y que todos los dirigentes de nuestro campo político antepongan las soluciones que el país y su pueblo reclaman, a sus legítimas ambiciones personales. Creo, como lo afirman en su libro Roberto Perdía y Fernando Vaca Narvaja, que 'existe otra Argentina posible.'

En 1987 se conocieron unas declaraciones suyas que hacen referencia a la coyuntura política nacional: 

Hasta ahora el gobierno del presidente Alfonsín no se ha desprendido de la gravitación y la influencia de los enfoques oligárquicos, que han acompañado a la UCR en la sistemática oposición al peronismo. Históricamente, la oligarquía nativa solidariamente apoyada por militares que siempre han afirmado gobernar en nombre de las Fuerzas Armadas (comprometiendo el prestigio de dichas instituciones), ha tratado de anular a los partidos mayoritarios -peronismo y radicalismo- para destruir el sistema democrático, abriendo las puertas a la penetración imperialista, endeudar astronómicamente a la Nación destruyendo paralelamente las fuentes de trabajo y someter lo que con Perón se llamó soberanía, a una vergonzosa dependencia, quedando el pueblo argentino ’a la intemperie’, sin trabajo, mal pagado y desprotegido.

Recibió el indulto presidencial en 1989 y regresó al país, falleciendo en su ciudad natal, en Azul, el 15 de diciembre de 1994, siendo enterrado en el cementerio municipal de dicha ciudad.